# 만하임 대학교
만하임 대학교(Universität Mannheim)는 독일의 대학교이다. 바덴뷔르템베르크주 만하임에 위치하며 1907년 시립 상과대학으로 설립되었고 1967년에 종합대학으로 승격되어 독일의 젊은 대학 중 하나로 여겨진다. 만하임 성을 본관으로 사용하면서 1763년에 설립된 쿠어팔츠 한림원(Kurpfälzische Akademie der Wissenschaften)의 전통을 이어가고 있다. 독일 내에서 경영학으로 가장 우수한 대학교로 알려져 있으며 유럽 내에서도 비즈니스 교육을 선도하고 있다.
법경학부, 경영학부, 사회과학부, 문학부, 경영정보 ・ 수학부의 다섯 학부로 구성되어 있다. 2005년에는 만하임경영대학원이 추가적으로 개설되었다. 2007년에 설립된 경제사회과학대학원(GESS)은 독일 연방교육연구부(BMBF)와 독일연구협회(DFG)의 우수대학육성사업(Exzellenzinitiative) 1기에 선정되어 재정 지원을 받았으며 2기에도 선정되어 2012년부터 계속해서 지원을 받게 되었다. 만하임은 학제적 접근으로 잘 알려져 있는데 사회과학, 컴퓨터공학, 법학, 인문학 등 여러 분야의 전공을 주전공으로 선택하더라도 심도있는 경제, 경영 지식을 얻을 수 있는 기회를 제공한다. 특히 주목할 만한 것은 법학사(LL.B.) 과정으로, 3년간 법학 및 경영학사 학위를 취득하여 이후 경영학 석사 혹은 법학 석사 과정으로 진학할 수 있으며 동시에 사법시험의 중간단계로서 인정이 된다. 2013년 가을학기에는 약 1만 2151명의 학생이 등록하였다.

## 역사
만하임 대학교는 역사적으로 경제·경영학에 중점을 두고 있으며, 대학의 뿌리는 1907년에 만하임 시민들의 주도로 설립된 시립 상과대학(Handelshochschule)에 있다. 1930년대까지 젊은 상업가들을 양성하던 대학은 상공회의소의 지원을 통해 고등 교육의 중심지로 변모하였고, 경제·경영학 분야의 강의 외에도 철학, 역사, 예술 및 자연과학 분야의 강의도 제공되었다. 1차대전과 2차대전 사이에는 심리학 및 교육학 연구소와 통역학과가 추가로 설립되었다.
1933년, 학교는 하이델베르크 대학교에 흡수 합병되었다. 이전 상과대학에 있었던 14명의 유대인 강사 가운데 오직 3명만이 나치의 홀로코스트에서 살아남았다. 희생양 가운데에는 심리학 연구소의 소장이자 대학의 학장이었던 오토 젤츠(Otto Selz)도 포함되었다. 대학을 둘러싸고 동쪽으로 이어지는 오토 젤츠 가(街)는 명망있는 인지과정 연구자였던 그를 기리게 한다.
1946년, 대학은 국립 상경대학(Wirtschaftshochschule)으로 새롭게 설립되었으며 1960년대 초에는 쾨니히스베르크 상과대학(Handelshochschule Königsberg)의 승계권을 얻었다. 전후 시기로부터는 만하임 시와의 긴밀한 관계를 상징하는 대학교의 인장이 유래한다. 인장을 둘러싼 "IN OMNIBUS VERITAS"라는 표어는 카를 테오도어의 지령에서 온 것으로, 이로써 1763년 쿠어팔츠 한림원이 설립되었다. 이 지령의 온전한 문구는 다음과 같다. "모든 것 안에 진리가, 이를 최고의 법으로 - in omnibus veritas suprema lex esto"
1967년부터 공식적으로 종합대학으로 지정되면서 학생 수와 전공 과목의 수가 크게 성장하였다. 현재는 5개의 학부에서 학문적인 고등교육과 평생교육이 이루어지고 있다.

## 특징

### 캠퍼스
유럽에서 가장 큰 바로크 양식 궁전 가운데 하나인 만하임 성은 만하임 대학교의 큰 부분을 차지한다. 2000년대에는 여러 기업, 재단, 개인들의 후원을 힘입어 "바로크 성의 르네상스(Renaissance des Barockschlosses)"라는 캠페인을 통해 여러 강의실과 도서관이 보수되고 최신 시설을 갖추게 되었다. 이 캠퍼스 프로젝트는 2015년까지 "르네상스 2.0(Renaissance 2.0)"이라는 이름으로 계속되었다.

### 랭킹 및 표창
경영학과 경제학, 사회과학 분야에서 만하임대학교는 여러 랭킹과 시상, 평가 등을 통해서 독일 최고의 대학 중 하나로 꼽힌다. 독일의 경제전문지 비르트샤프츠보헤(Wirtschaftswoche)의 랭킹은 500명 이상의 독일 대기업 인사담당자를 대상으로 한 설문을 바탕으로 발표되는데, 2012년에는 조사 대상이 되는 만하임의 모든 전공 분야(경영학, 경제학, 법학, 경영정보학 및 컴퓨터공학)가 독일에서 상위 10위권 안에 들었다. 경영학의 경우 2001년부터 2019년까지 1위를 차지하였고, 경제학은 2012년과 2013년 연속으로 1위에 올랐다. 2011년 독일 대학발전센터(CHE)의 랭킹에서는 인문학 분야와 더불어 경제·경영학이 최상위 그룹에 속했다. 경영학, 경제학, 정치학, 사회학 등 총 4개 분야에서 만하임 대학교는 독일 전체에서 최고 평가를 받았다. 2014년 CHE 랭킹에 따르면 만하임 대학교는 경영학 분야에서 국립대학 가운데 최고 순위 그룹에 속했으며 경제학 분야에서 독일 전체에서 최고 그룹에 속했다. 또한 대학과 긴밀한 관계에 있는 만하임 유럽사회연구센터(MZES), 라이프니츠 사회과학연구소(GESIS), 특히 유럽경제연구센터(ZEW)는 독일 전역에서 명성을 얻고있다. 부설된 경제사회과학대학원(GESS)은 2017년까지 우수대학육성사업(Exzellenzinitiative)의 지원을 받았다.
국제적인 비교에서도 만하임 대학교는 높은 평가를 받는다. 2016년 파이낸셜 타임스 랭킹의 경영학 석사 분야(Masters in Management)에서 만하임의 경영학부는 세계 14위를 차지했다. 졸업 3년 후 졸업생의 임금과 교육비 비교에서 만하임은 9위에 속했다. 블룸버그 비즈니스위크가 발표하는 2015년 미국을 제외한 세계 비즈니스 스쿨 랭킹에서 만하임 대학교는 17위를 차지했으며 이로써 임페리얼 칼리지 런던을 제쳤다. 뉴욕 타임즈가 발표한 한 설문에서는 만하임 대학교가 독일에서 세 번째로 높은 52위를 차지했다. 파이낸셜 타임스의 글로벌 MBA 랭킹에서 만하임 비즈니스 스쿨은 2016년 세계 49위로 평가되어 독일어권에서는 1위를 차지했으며 유럽에서는 상위 20위권에 속했다. THE 세계대학평가에서 만하임 대학교는 경제·경영학 분야에서 23위, 사회과학 분야에서는 55위로 올라 독일어권 최고의 대학교로 평가받았으며, 대학 전체 랭킹에서는 102위로, 독일에서는 10위에 오르는 동시에 자연과학대학 및 의과대학이 없는 유일한 대학교가 되었다.
대학의 연구 및 교육 분야 뿐만 아니라 서비스 분야도 두드러지는데, 2001년 독일학술지원재단협회(Stifterverband für die Deutsche Wissenschaft)는 독일어권 최고의 동문회 사업으로 만하임 대학교를 표창하였다. 2003년 만하임 대학교는 1360만 유로를 모아 독일에서 모금 분야로는 가장 성공한 대학교가 되었으며, 이는 비텐/헤르데케(1160만 유로)와 뮌헨 공대(760만 유로)를 앞서는 것이었다.

### 국제성
만하임 대학교는 450여개가 넘는 전 세계의 학문 기관들과 관계를 맺고 있으며, 수많은 교환학생 프로그램을 운영하며 인터내셔널 과정 및 복수학위 과정을 제공한다. 학기제도는 국제적으로 가장 널리 쓰이는 9월부터 12월, 2월부터 6월까지의 개강기간을 사용한다. 유럽학점교환제도(ECTS)의 도입으로 인해서 독일 학생들의 해외 방문 뿐만 아니라 해외 학생들의 만하임에서의 학업도 더 쉬워졌다. 또한 국제적 지향의 여러 석사과정은 만하임을 대표하고 있다.

### 전문성 강화
만하임 대학교의 전문성은 경제·경영학 및 사회과학에서 두드러진다. 철학부는 경영학부 다음으로 강한 학부이며 역사학, 미디어 및 커뮤니케이션학, 독문학, 영문학, 로망스어학, 철학 전공을 제공한다. 만하임에서 특징적인 것은 '문화와 경제'(Kultur und Wirtschaft) 학사 및 석사나 기업법률가 학사(Unternehmensjurist/in, LL.B.) 과정처럼 경제·경영학적 요소가 포함된 전공이다. 경제학, 사회학, 정치학, 심리학은 만하임에서 전통적으로 강세이다. 또한 수학, 컴퓨터공학 혹은 경영정보학도 만하임 대학교에서 전공할 수 있다. 이러한 전문성 강화는 2000년대 총장이었던 프랑켄베르크(Frnakenberg)와 아른트(Arndt)에 의해서 이루어졌으며 반론이 없지는 않았다. 공적으로 이루어진 토론의 정점은 무엇보다 2006년 10월 25일 프랑크푸르터 알게마이네 차이퉁(FAZ)에 실린 "학생은 가축이 아니다.(Studenten sind keine Nutztiere)"라는 제목의 기사이다. 이 과정은 결론적으로 모범적인 대학개혁으로 평가받았다.

## 학부
- 경영학부(Fakultät für Betriebswirtschaftslehre)
- 철학부(Philosophische Fakultät)
- 법경학부(Fakultät für Rechtswissenschaft und Volkswirtschaftslehre)

법학과(Abteilung für Rechtwissenschaft)
경제학과(Abteilung für Volkswirtschaftslehre)
- 사회과학부(Fakultät für Sozialwissenschaften)
- 경영정보・경제수학부(Die Fakultät für Wirtschaftsinformatik und Wirtschaftsmathematik)

## 장학 제도
2007년에 만하임 대학교는 독일 대학으로서는 최초로 대학 자체적인 장학 제도를 수립하였다. 2011년에는 '만하임 장학금(Mannheimer Stipendien)'이라는 이름으로 '독일 장학금(Deutschlandstipendien)'이 대체되었다. 뛰어난 기량의 체육 선수들이 학업과 운동을 병행할 수 있도록 돕는 '만하임 체육 장학금(Mannheimer Sportstipendium)'과 미래의 지도자들에게 문화적 전문 지식을 심어주기 위한 '브론바흐 장학금(Bronnbacher Stipendium)'은 독일어권에서는 지금까지도 특이한 제도이다. 2017년부터는 '기회균등 장학금(Chancen-Stipendium)'을 통해서 재정적 위기에 처한 외국 학생들을 돕는다.

## 같이 보기
- 독일의 교육